# روانی هاردستون
روانی هاردستون (به انگلیسی: Hardstone Psycho) چهارمین آلبوم استودیویی از رپر و خوانندهٔ آمریکایی دان تالیور می‌باشد که در ۱۱ ژوئن سال ۲۰۲۴ از سوی کاکتوس جک و آتلانتیک رکوردز منتشر گردید.